# Свейн Фиц-Роберт
Свейн Фиц-Роберт (англ. Swein FitzRobert) или Свейн Эссекский (англ. Swein de Essex, Swein of Essex; ум. 1100/1114) — английский аристократ, барон в Эссексе, шериф Эссекса в 1070-х годах. Свейн построил замок Рейли в Эссексе, поэтому его владения называют баронией Рейли.

## Происхождение
Отцом Свейна был нормандец Роберт Фиц-Вимарк, точное происхождение которого неизвестно. В источниках указывается только имя его матери — Вимарк (Гимара), которая, возможно, была бретонкой. Возможно, что Роберт был незаконнорождённым отпрыском семьи герцогов Нормандских. Он переселился в Англию во время правления Эдуарда Исповедника, где не позже 1052 года построил замок Клаверинг в Эссексе. При королевском дворе он занимал должность конюшего, из-за чего в некоторых источниках он упоминается как Роберт Конюший (англ. Robert the Staller) Роберт сохранил своё положение при Гарольде II, но во время Нормандского завоевания Англии поддержал герцога Вильгельма Завоевателя, получив от него новые владения и должность шерифа Эссекса. Согласно «Книге Страшного суда» его владения составляли 150 гайд в семи графствах (по большей части в Эссексе), что делало его десятым по богатству землевладельцем-мирянином в Англии из числа не имевших графский титул.
Имя матери Свейна в источниках не указывается. В рукописи, созданной в монастыре Притуэлл, цитируется хартия об основании монастыря Робертом Фиц-Свейном, сыном Свейна, для «поминания души бабушки Беатрисы». Возможно, что Беатриса — это имя жены Роберта Фиц-Вимарка и матери Свейна, однако это могла быть и бабушка по линии матери Роберта Фиц-Свейна.

## Биография
Год рождения Свейна неизвестен. Впервые его имя присутствует в хартии короля Вильгельма I Завоевателя, датированной 1070/1075 годом. После смерти отца в начале 1070-х Свейн унаследовал отцовские владения. Также он унаследовал должность шерифа Эссекса, которую ранее занимал его отец. Однако уже к 1086 году он эту должность потерял, поскольку в этом году её занимали Ральф Беньяр и Питер де Валонь.
В «Книге Судного дня» в 1086 году Свейн упоминается как владелец ряда поместий (по большей части в Эссексе). Большинством из них ранее владел его отец. Кроме того, он построил замок Рейли в Эссексе, ставшим центром одноимённой баронии.
Год смерти Свейна неизвестен. Историк И. Сандерс указывает, что он умер между 1100 и 1114 годами, когда его сменил сын Роберт. После погребения вдова Свейна и его сыновья, Уильям и Роберт, сделали пожертвование Вестминстерскому аббатству для поминания его души.

## Брак и дети
Имя жены Свейна неизвестно. Дети:
- Уильям Фиц-Свейн[4].
- Роберт Фиц-Свейн (ум. после 1130), барон Рейли в Эссексе[4].